# Rhynchodoras
Rhynchodoras es un género de peces actinopeterigios de agua dulce, distribuidos por ríos y lagos de América del Sur.

## Especies
Existen tres especies reconocidas en este género:
- Rhynchodoras castilloi Birindelli, Sabaj Pérez y Taphorn, 2007
- Rhynchodoras woodsi Glodek, 1976
- Rhynchodoras xingui Klausewitz y Rössel, 1961